# Americobunus
Americobunus is een geslacht van hooiwagens uit de familie Triaenonychidae.
De wetenschappelijke naam Americobunus is voor het eerst geldig gepubliceerd door Muñoz-Cuevas in 1972. 

## Soorten
Americobunus is monotypisch en omvat slechts de volgende soort:
- Americobunus ringueleti